# Frank Kehoe
Frank Henry Kehoe (Chicago, 8 febbraio 1882 – Jacksonville, 26 dicembre 1949) è stato un pallanuotista e tuffatore statunitense.

## Carriera
Partecipò con il Chicago Athletic Association al torneo di pallanuoto ai Giochi della III Olimpiade, in cui la sua squadra dovette disputare solamente la finale, perdendo 6-0 con i connazionali del New York Athletic Club e arrivando così sul secondo gradino del podio.
Inoltre partecipò alla gara di tuffi dalla piattaforma, dove conquistò la medaglia di bronzo a pari merito con il tedesco Alfred Braunschweiger.

## Palmarès

### Pallanuoto
- Argento ai Giochi olimpici di Saint Louis 1904

### Tuffi
- Bronzo ai Giochi olimpici di Saint Louis 1904 nella piattaforma maschile